# إغناسي كراشيتسكي
كان إغناسي بواجيه فرانتيشك كراشيتسكي (3 فبراير 1735 - 14 مارس 1801)، من 1766 أمير أسقف فارميا (بالألمانية، إيرملاند) ومن عام 1795 رئيس أساقفة جنيزنو (وبالتالي، رئيس بولندا الكنسي)، شاعر التنوير الأبرز (أمير الشعراء)، ناقدًا لرجال الدين، لافونتين بولندا، مؤلف أول رواية بولندية، كاتب مسرحي، صحفي، موسوعي ومترجم من الفرنسية واليونانية.

## شهرته
حازت أعمال كراشيتسكي الرئيسية على شهرة أوروبية وتُرجمت إلى اللاتينية والفرنسية والألمانية والإيطالية والروسية والتشيكية والكرواتية والسلوفينية والمجرية. استمر الإقبال الواسع على أعماله طيلة القرن التاسع عشر.
كان كراشيتسكي موضوعًا لأعمال العديد من شعراء التنوير البولنديين مثل ستانيسواف ترامبيتسكي، فرانشيشك زابوتسكي وفويتشخ مير، وشعراء القرن العشرين مثل كونستانتي إلديفونت غولتشينسكي. كان بطل الأعمال النثرية لفينسنتي بول، أدولف نوفاتشينسكي وهنريك سينكيفيتش.

## الانعكاس الأدبي
اعتبر الأكاديميون أن رواية كراشيتسكي فيبلز آند ساتايرز تكيفية مع الثقافة التي ألهمتها ومشحونة سياسيًا. لم تكن التوصيفات معتمدة على بناء الشخصيات من خلال الملاحظة المباشرة بل كانت شخصيات تخيلية تعكس قيم المجتمع الحقيقية. اعتبر كراشيتسكي أن البولنديين، والبشر بشكل عام، يحكمهم الجشع والحماقة والرذيلة.

## مساهمات التنوير
تجادل كاتاجينا زيخنتر في ذا بولش ريفيو بأن المؤرخين الغربيين قد أهملوا أعمال كراشيتسكي إجمالًا، وأن ناشر كتاب بولش فيبلز أغفل أهمية «السياق السياسي والاجتماعي الذي يساهم في أصل [الخرافة]». مع ذلك، فإنه من السهل ملاحظة تأثير كراشيتسكي على معاصريه وفي أوائل القرن التاسع عشر، مثل حالة غابرييلا بوزينينا، أميرة بولندية وشاعرة وكاتبة يوميات. في عام 1846 أنشأت صحيفة للمثقفين في فيلنيوس ووارسو، ودعمت ترسيخ رواية كراشيتسكي فيبلز في الحياة السياسية المقموعة في بولندا. في مذكراتها عن السنوات 1815-1843، تركز بوزينينا على حكاية «طيور في قفص» كتعليق على تقاسم بولندا.